# کارلا کاراپتیان

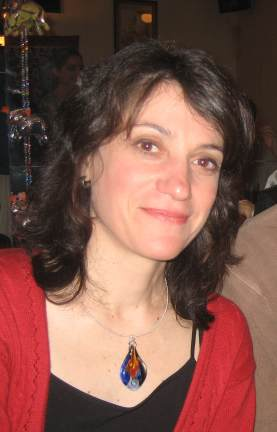

کارلا کاراپتیان (ارمنی: Քարլա Կարապետյան; انگلیسی: Carla Garapedian) مستندساز و مجری ارمنی‌تبار اهل ایالات متحده آمریکا سابق شبکه بی‌بی‌سی جهانی می‌باشد.

## فیلمشناسی
در زیر مستندهایی که توسط کارلا کاراپتیان کارگردانی و تهیه شده است آمده است:
| متن عنوان | متن عنوان                                     | متن عنوان                |
| --------- | --------------------------------------------- | ------------------------ |
| ۱۹۹۱      | Assignment: Europe's Nuclear Nightmare        | مستند تلویزیونی          |
| ۱۹۹۳      | Assignment: A Short Break in the Interference | مستند تلویزیونی          |
| ۱۹۹۴      | Assignment Special: What Next 1994?           | فیلم تلویزیونی           |
| ۱۹۹۴      | Assignment: California Aliens Go Home         | مستند تلویزیونی          |
| ۲۰۰۱      | Children of the Secret State                  | مستند                    |
| ۲۰۰۲      | Zarmina: Lifting the Veil                     | مستند تلویزیونی          |
| 2004      | Frontline/World                               | مستند (۱ قسمت)           |
| ۲۰۰۰-۲۰۰۵ | فریادزنان (فیلم ۲۰۰۶)                         | مستند تلویزیونی (۳ قسمت) |
| ۲۰۰۶      | فریادزنان                                     | مستند                    |